# Cerámica Oribe

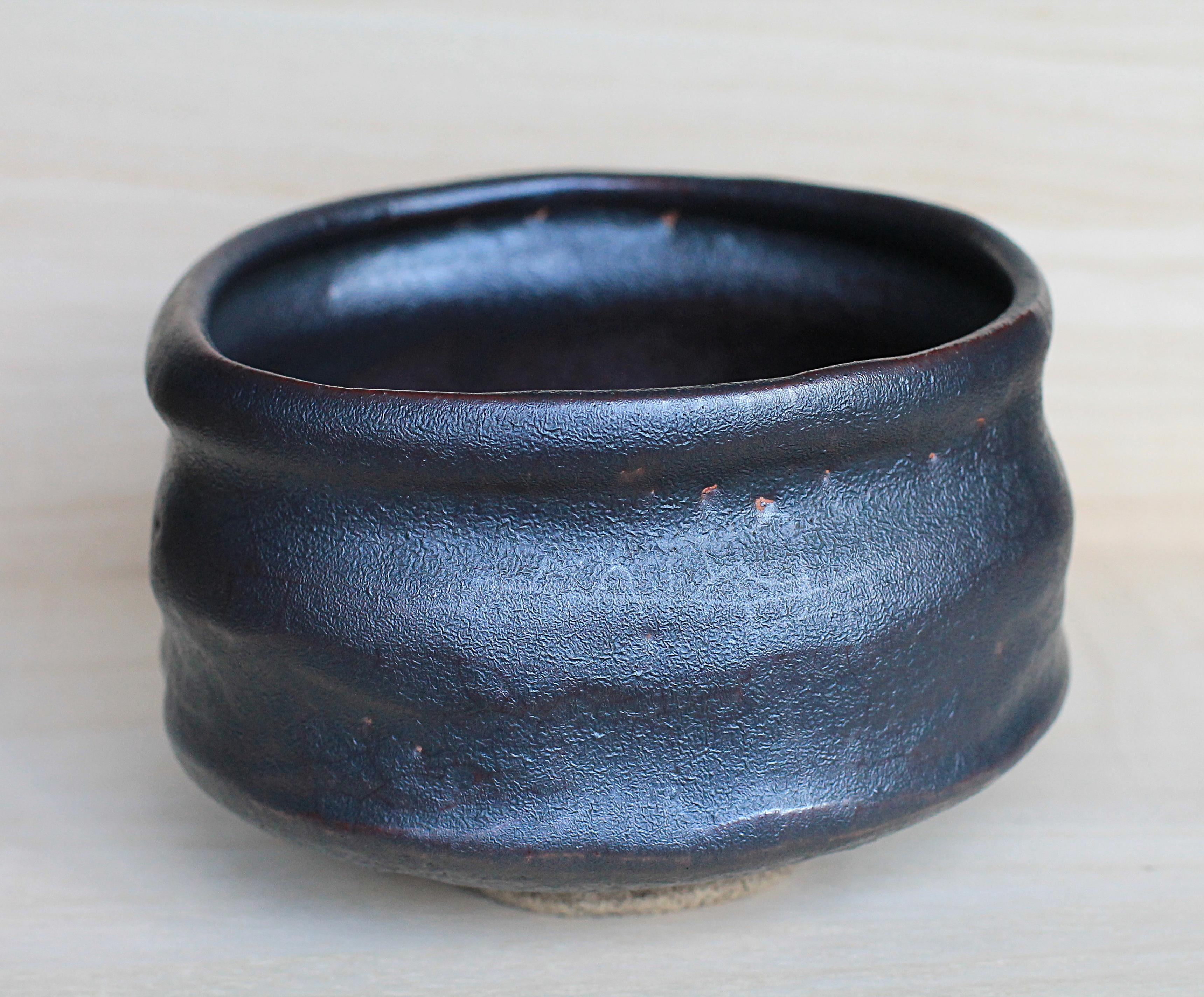
Oribe Negro (Oribe-guro), principios del período Edo, c. 1620

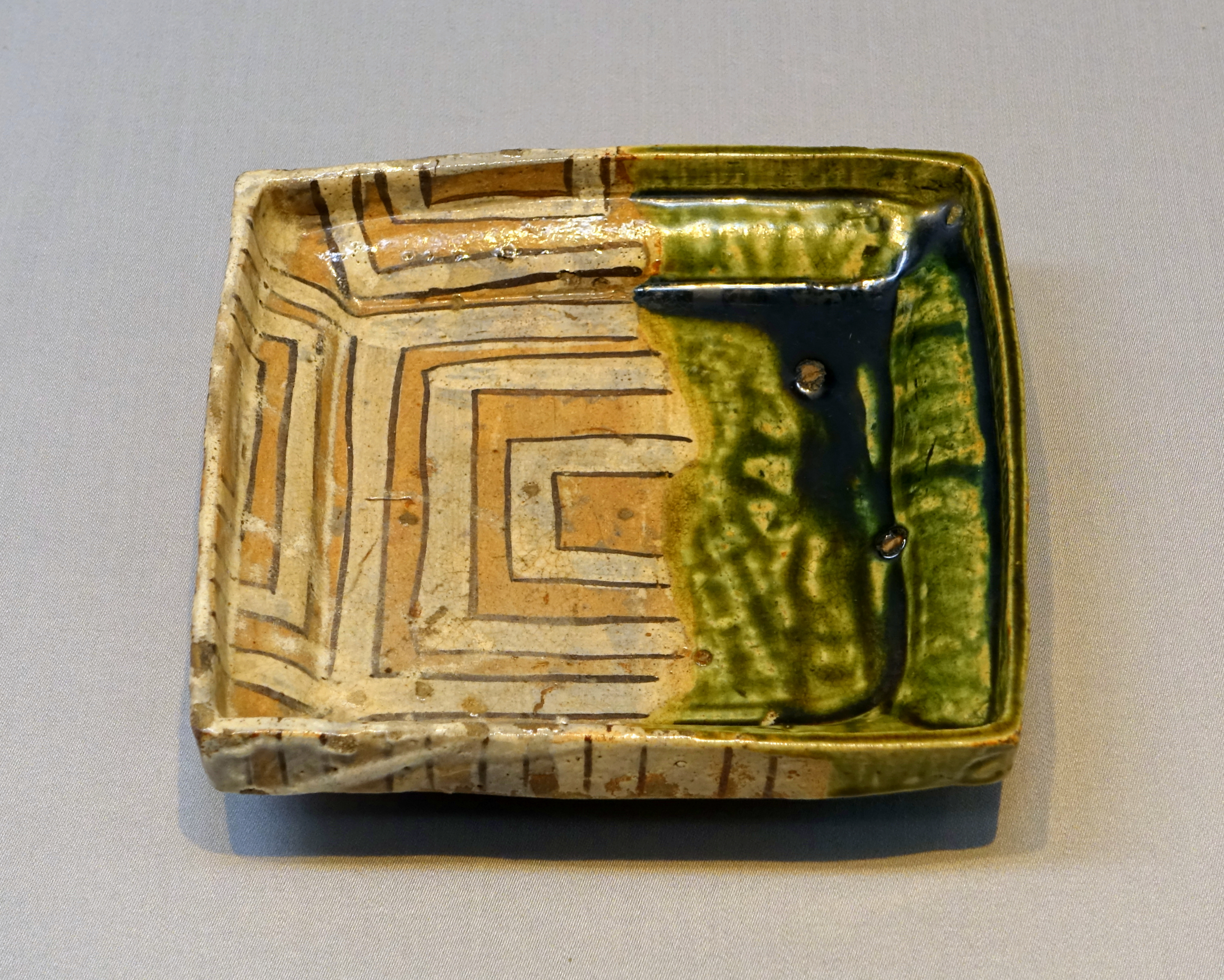
Cuenco angulado, cerámica Mino, tipo Oribe, principios del período Edo, siglo XVII

La cerámica Oribe (también conocida como 織部焼 Oribe-yaki) es un tipo de cerámica japonesa que surgió en el siglo XVI. Se reconoce por la aplicación libre de su vidriado, así como por su marcado contraste visual respecto a otras piezas más monocromáticas y sombrías de la época. Esta cerámica era a menudo asimétrica, con formas excéntricas y desproporcionadas. Se realizaban modelándolas en lugar de utilizar el torno de alfarero. Algunos cuencos estaban tan deformados que eran difíciles de usar, incluso batir el té podía resultar complicado.

## Historia

### Orígenes
A lo largo del Periodo Azuchi-Momoyama tardío (1573-1615) y el Período Edo temprano (1615-1868) en Japón, el arte de la ceremonia del té japonesa experimentó una gran evolución. Maestros del té como Takeno Jōō (1502-1555), Sen no Rikyū (1522-1591) y Furuta Oribe (1544-1615) revolucionaron los utensilios, los rituales y la cerámica utilizados en estas ceremonias. Con el paso del tiempo, la tecnología mejoró y los hornos avanzaron. Las mejores condiciones de cocción permitieron la creación de la cerámica Oribe.

### Desacuerdo académico
Los académicos tienden a estar en desacuerdo sobre el vínculo del gran maestro del té Furuta Oribe con la cerámica Oribe. Furuta Oribe fue reconocido como discípulo de Sen no Rikyū. Algunos investigadores afirman sin ambages que la cerámica Oribe se produjo bajo la dirección de Furuta Oribe. Otros sostienen que ésta puede no haber sido introducida durante la vida de Furuta Oribe y, por lo tanto, se le atribuye falsamente a él. Otros sugieren que la conexión entre ambos debería tratarse como una coincidencia histórica: que coexistieron al mismo tiempo, y que esto ha influido en la percepción de la cerámica Oribe actual. El Museo Furuta Oribe en Kioto abrió sus puertas en 2014 y exhibe una serie de piezas de Oribe.
Existe también cierto desacuerdo sobre cómo clasificar los distintos tipos de cerámica de Oribe y dónde trazar la línea divisoria. Algunas fuentes afirman que existen al menos ocho variedades, pero que «no hay que tomarlas demasiado en cuenta», lo que permite una cierta indulgencia a la hora de clasificarlas. Otras fuentes enumeran muchos más tipos y variedades.

### Renacimiento moderno
Algunos de los artistas modernos más notables especializados en cerámica Oribe son Yasuo Tamaoki (n. 1941) y Osamu Suzuki (n. 1934; 鈴木藏), quien fue designado Tesoro Nacional Viviente en 1994. Otros artistas notables de la cerámica Oribe son Suzuki Goro (鈴木五郎), Higashida Shigemasa (東田茂正), y Shigeru Koyama.

## Características
La mayoría de las piezas de Oribe son de tonalidades intensas, siendo los vidriados azules y verdes de cobre los más comunes. Su aspecto deformado es un signo esencial de su estética. A menudo, esta cerámica incorpora diseños brillantes realizados con óxido de hierro, dibujados a mano siguiendo ciertas formas o patrones. Entre los motivos comunes de estos patrones están las escenas de la naturaleza, como plantas o estanques. Hay gran variedad de piezas funcionales de cerámica Oribe. Las más comunes son: cuencos, platos, quemadores de incienso, fuentes, cajas de té, jarrones e innumerables recipientes utilizados en las ceremonias tradicionales del té. Sus revolucionarios colores, formas y métodos representan una notable apuesta por la modernidad dentro de la ceremonia del té. Según algunos autores, el estilo fue sorprendentemente efímero, pero logró tener un impacto duradero en el estilo y la historia de la cerámica japonesa.

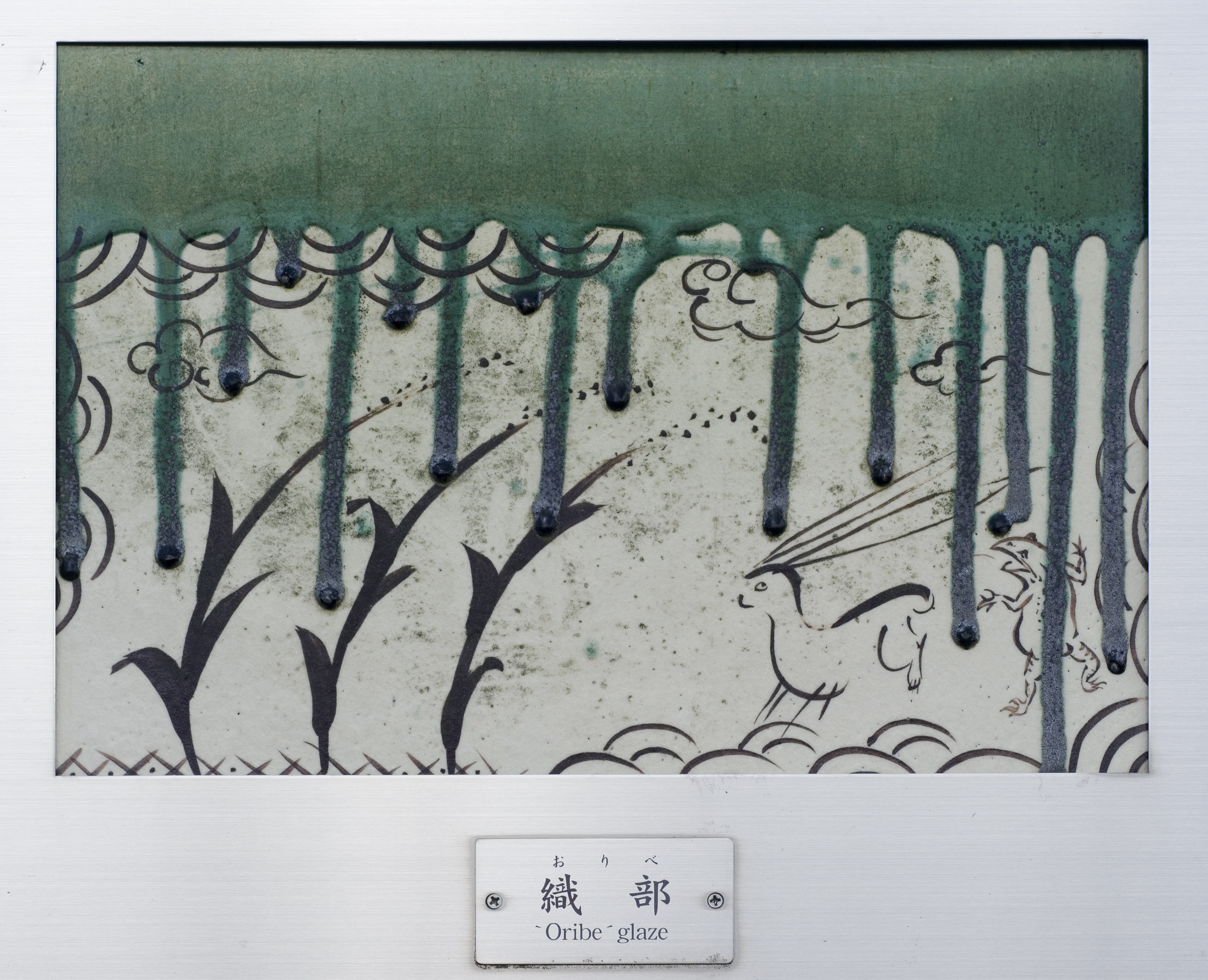
Ejemplo de vidriado estilo Oribe. Exhibido en el Museo de Cerámica de la Prefectura de Aichi.

Se han desarrollado diferentes tipos de vidriados y patrones:
- Oribe Verde (青織部, Ao -Oribe ), se trata de una cerámica con vidriado verde clásico y decorado bajo cubierta. El verde es el color típico de la cerámica Oribe, junto con el blanco.[14] El verde chino original era un color suave y uniforme semejante al celadón. Oribe, sin embargo, intentó utilizar distintos tonos de un verde más natural. Para conseguir un color verde brillante, las piezas se cuecen mediante oxidación a 1.220 grados Celsius. La superficie está pintada y decorada con diseños vivos, que pueden estar basados en la naturaleza, patrones geométricos o una combinación de ambos.
- Oribe negro (黒織部, Kuro-Oribe ), cerámica vidriada negra con manchas sin vidriar, a veces decorada con pigmentos.[15][14]
- Shino-Oribe (志野織部) fue originalmente el precursor de la Cerámica Shino, que, a diferencia de la antigua cerámica Shino, se cuece en hornos de varias cámaras modernos.

La cerámica de Oribe varía mucho en el tipo de piezas y en el tratamiento de la decoración. Como en muchos tipos de cerámica japonesa, los cuencos y los platos son muy comunes. Los objetos de Oribe también incluyen recipientes para alimentos con tapa y asa. Muchos chefs japoneses siguen utilizando Oribe verde para su cocina.

## Hornos
Se han identificado numerosos hornos, dispersos por todo Mino, como zonas de fabricación de cerámica Oribe. La creación del horno escalonado de múltiples cámaras, noborigama, permitió a los alfareros desarrollar nuevas e innovadoras recetas de vidriados. Este tipo de horno fue introducido desde el norte de Kyūshū por ceramistas coreanos a finales del siglo XVI, y permitió un cambio importante en los métodos tradicionales de cocción y esmaltado. Se cree que el primero fue el horno Motoyashiki.
Con la introducción de los nuevos hornos, los hornos menos eficientes y menos fiables en los que se cocían las piezas de Shino fueron cayendo poco a poco en desuso. Estos nuevos hornos, más grandes, permitían cocer a temperaturas mucho más altas, lo que facilitaba una maduración fiable y uniforme del vidriado, que daba como resultado ese brillo lustroso, característico de la cerámica Oribe. Su estructura también permitía una cocción más eficaz en términos de volumen, se necesitaban más piezas para llenar un horno, por lo que debía haber más alfareros trabajando en cada zona. Las formas multifacéticas únicas de Oribe se crearon mediante el moldelado de la arcilla en lugar de trabajar con un torno de alfarero.

## Variedades
El término general Cerámica Mino incluye las cerámicas Shino, Oribe, Seto Amarilla, Seto Negra. Estos cuatro tipos se diferencian por el proceso de desarrollo del vidriado. A pesar de estos factores identificativos, muchos investigadores afirman que diferenciar estos tipos de cerámicas es extremadamente difícil, y a menudo se basa únicamente en criterios estéticos. Existe mucha variación en el tipo de cerámica, así como en el tratamiento de la superficie, en la cerámica de Oribe. Hay tantos tipos de Oribe que es muy difícil identificarlos, especialmente cuando las fuentes varían en su categorización. Sin embargo, las más populares que aparecen en la mayoría de las fuentes son Verde, Monocromo, Narumi, Rojo, Negro, Shino y Oribe Negro.

### Oribe Verde (青織部,Ao -Oribe)
El Oribe Verde se reconoce tradicionalmente por su característico vidriado verde de cobre, así como por sus formas deliberadamente asimétricas. Este tipo de Oribe proviene del horno Yashichida del grupo Okaya. Muchos consideran que esta es la forma más popular de cerámica Oribe. Es muy reconocible por su esmalte verde fresco y sus fondos contrastados blancos. El vidriado no se aplica con pincel, sino con una técnica de vertido, lo que da como resultado un aspecto y un tacto de apariencia natural. El distintivo color verde es el resultado del vidriado con sulfato de cobre en combinación con la cocción oxidante. Los motivos más comunes son escenas de la naturaleza, como flores, ríos y plantas.

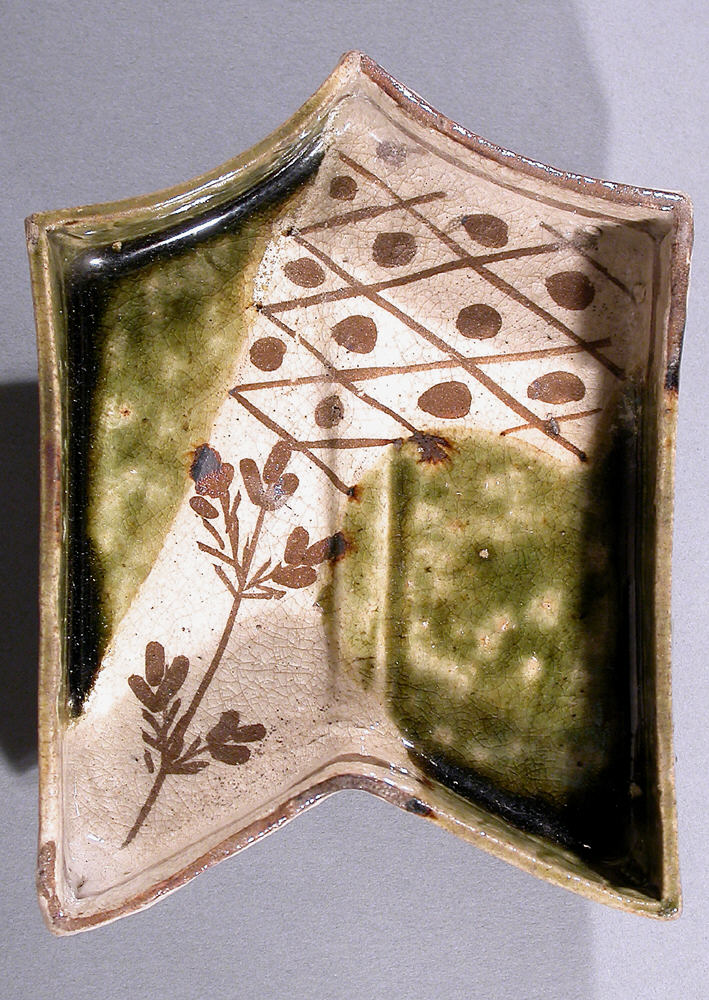
Oribe Verde; plato con forma de emplumado de flecha, principios del siglo XVII.
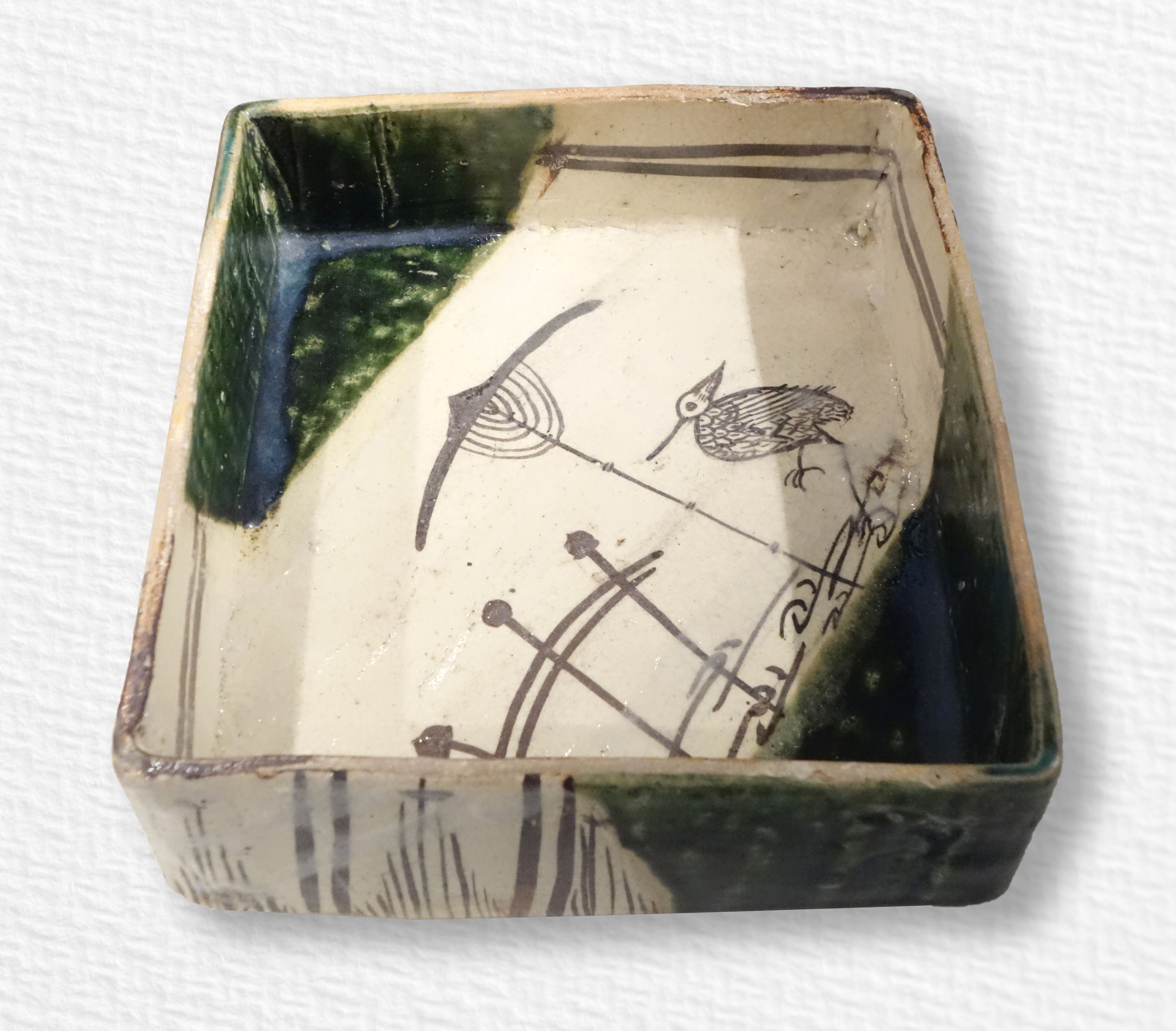
Plato cuadrado con diseño de pájaro, aprox. 1573–1615.

### Oribe monocromático (sō-Oribe)
El Oribe monocromático está generalmente cubierto en su totalidad con el distintivo esmalte verde de cobre. Puede no tener motivos decorativos, pero también puede incluir pequeños patrones o diseños geométricos. Estos diseños son discretos y suelen estar grabados. Como esta categoría de Oribe suele estar totalmente recubierta del reconocible vidriado verde, a veces es más fácil de clasificar que otras formas.

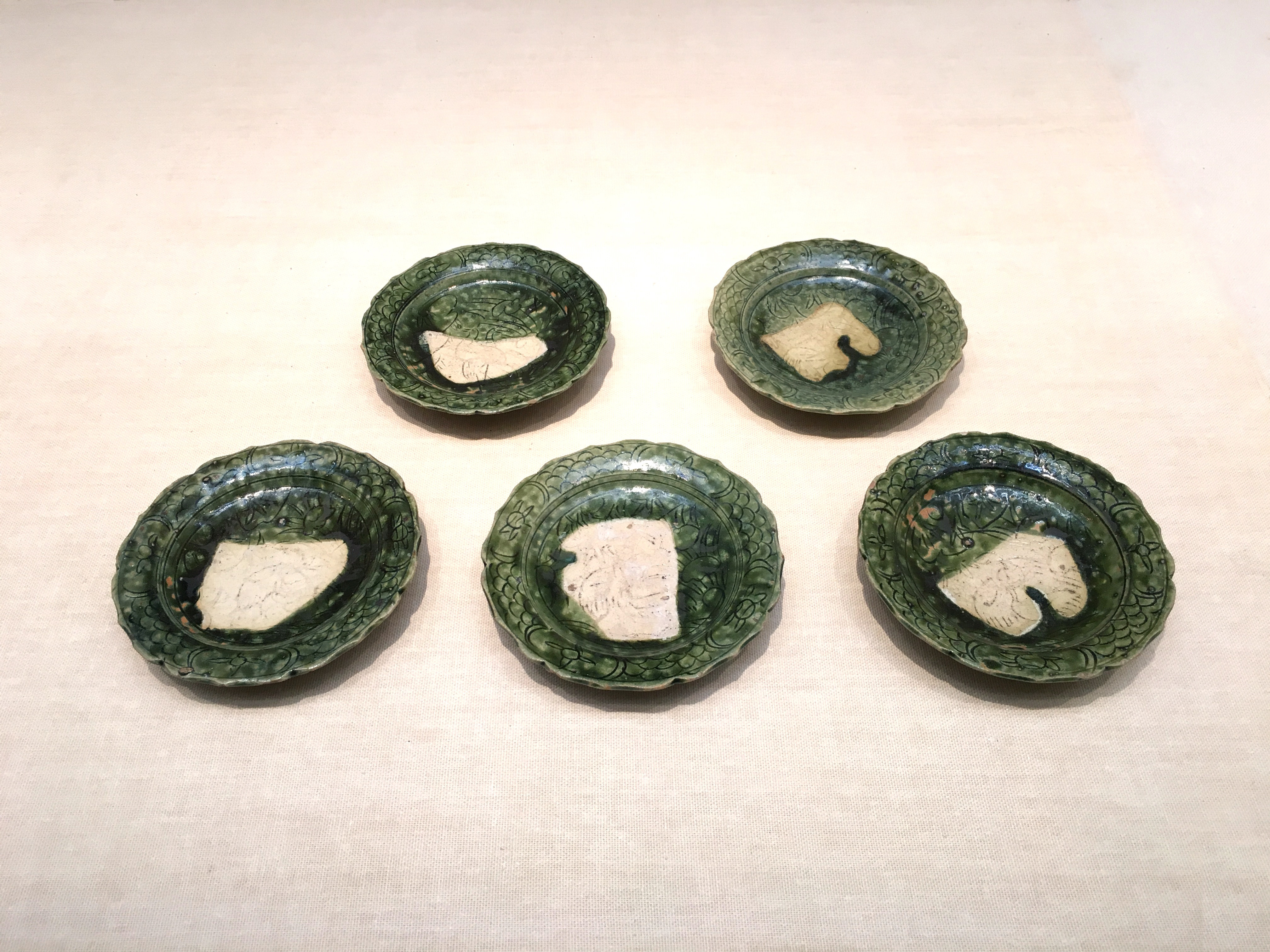
Platos con diseño tallado de una pareja de garzas, principios del siglo XVII.

### Oribe Narumi
Se reconoce por el vidriado verde contrastado con un engobe blanco que crea una asimetría atractiva. La arcilla es normalmente blanca y roja, que se mezclan en una sola pieza para crear lo que algunos expertos consideran el tipo de Oribe más colorido. Los diseños también pueden incluir los colores rojo o marrón. La textura se incorpora a menudo en el diseño y a veces incluso mediante la creación de pequeñas impresiones en el propio recipiente, lo que le da un aspecto multidimensional.

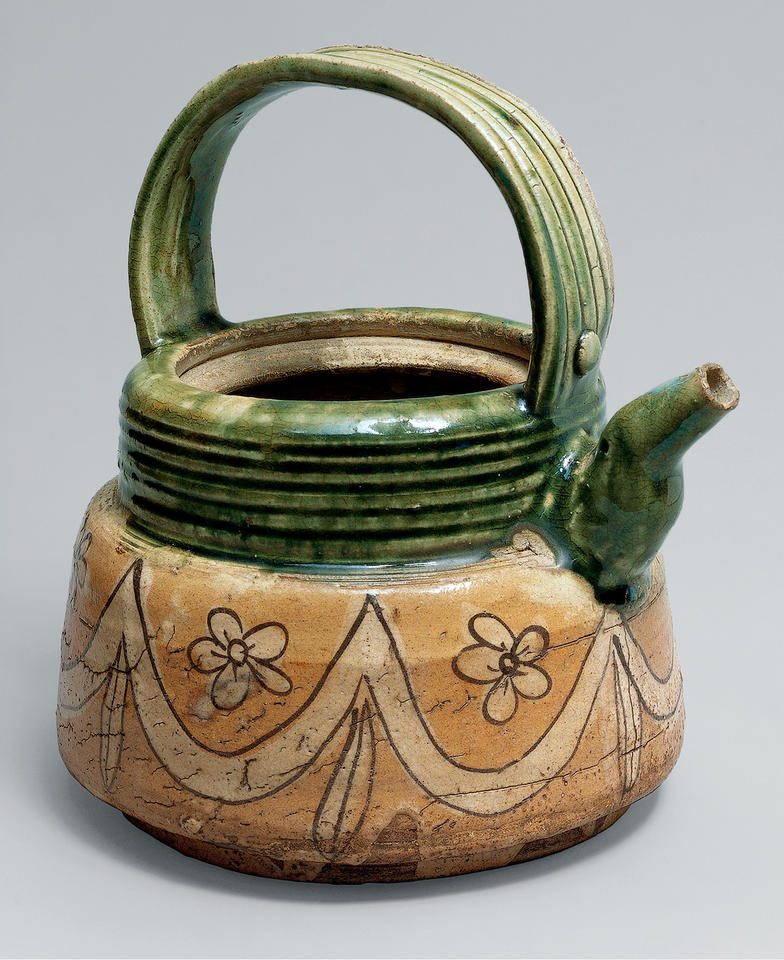
Cerámica Oribe Narumi. Tetera con flores de cerezo. Principios del siglo XVII.

### Oribe Rojo
Este tipo de Oribe se puede identificar por un fondo rojo con diseños en verde o marrón. La arcilla roja de Oribe Narumi  se utiliza como base para estas vasijas, creando un cuerpo generalmente rojizo, y los diseños suelen ser más apagados que en otros tipos de Oribe. Algunos historiadores del arte consideran que estas piezas logran el «equilibrio perfecto entre vivacidad y refinamiento». A menudo, este tipo de Oribe presenta diseños elaborados también con engobe blanco. Por lo general, no se encuentra ningún vidriado verde en esta variedad de cerámica Oribe.

Bandeja para tomar té. 1595.
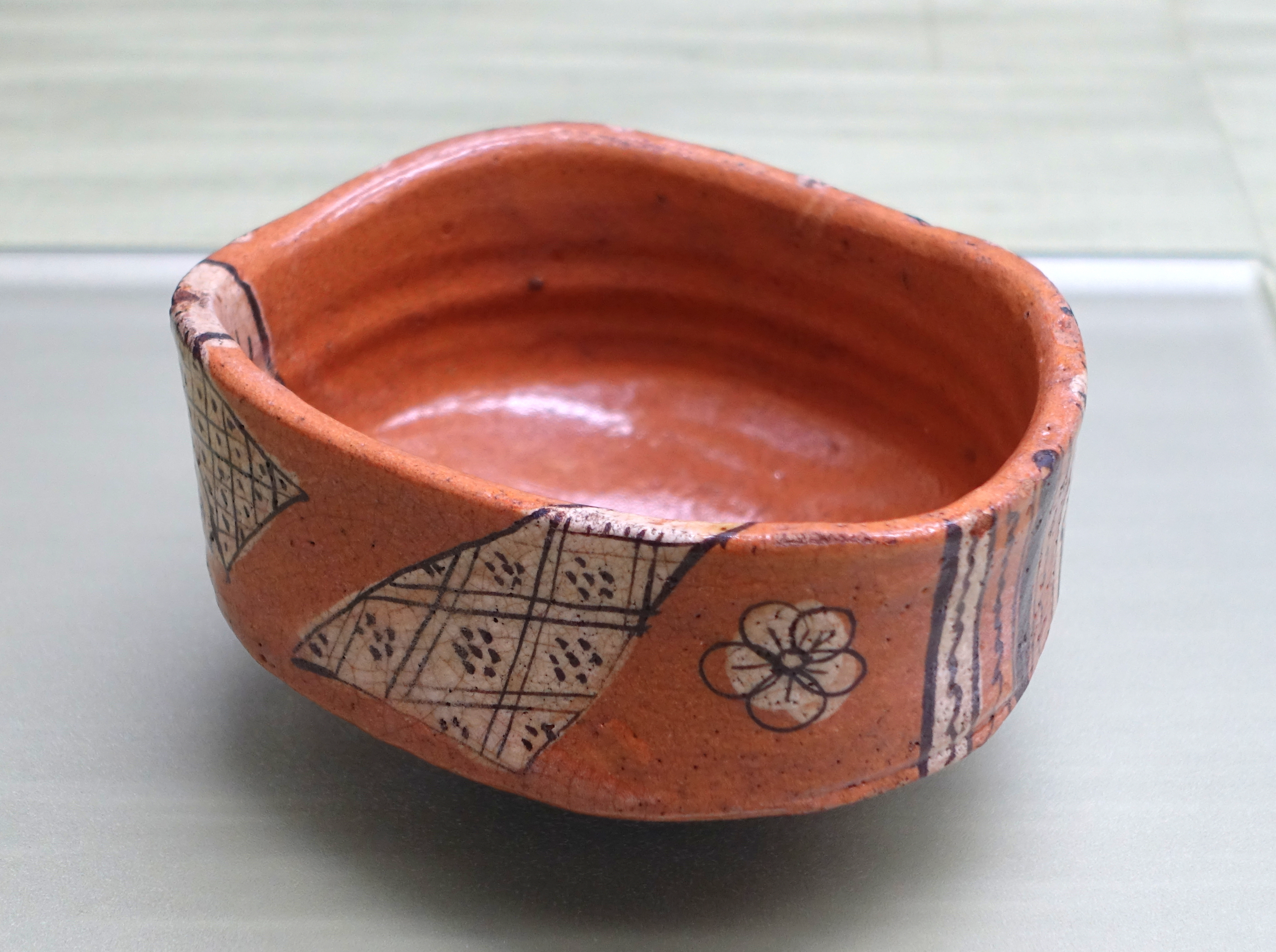
Cuenco de té. 1600.

### Oribe Negro (Oribe-guro)
Tradicionalmente, estas vasijas se esmaltaban totalmente en negro. Para conseguir este aspecto, los ceramistas sacaban la pieza del horno y la enfriaban rápidamente, lo que da como resultado un vidriado negro muy brillante, un sistema sencillo pero eficaz. Los cuencos para el té, chawan, suelen ser de color negro Oribe, y a menudo tienen la forma de «zapato», deformado intencionadamente, una característica de la cerámica Oribe.

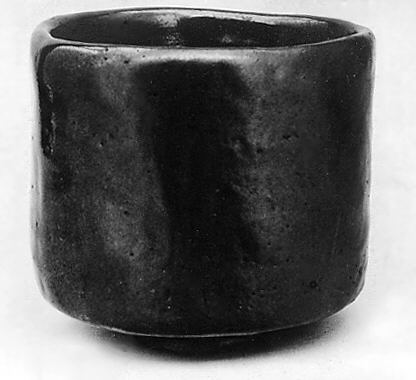
Arcilla recubierta de un espeso esmalte moteado. Siglo XVIII.

### Oribe negro (黒織部,kuro-Oribe)
Oribe Negro (kuro-Oribe) se puede distinguir de Oribe Negro (Oribe-guro) en que kuro-Oribe presenta diseños y coloración blanca. Muchos sostienen que este Oribe se confunde fácilmente y a menudo con el Seto Negro, ya que los vidriados son bastante similares. El vidriado oscuro se aplica mediante el método tradicional de vertido o arrastre, pero algunas partes del cuenco pueden dejarse sin cubrir. A continuación, estas zonas se decoran con un baño de óxido de hierro negro, creando un bello contraste. Algunos expertos prefieren referirse a este tipo de Oribe como negro con decoraciones en algunas zonas, en contraposición al Oribe-guro, que generalmente es todo negro en apariencia y sin ornamentación.

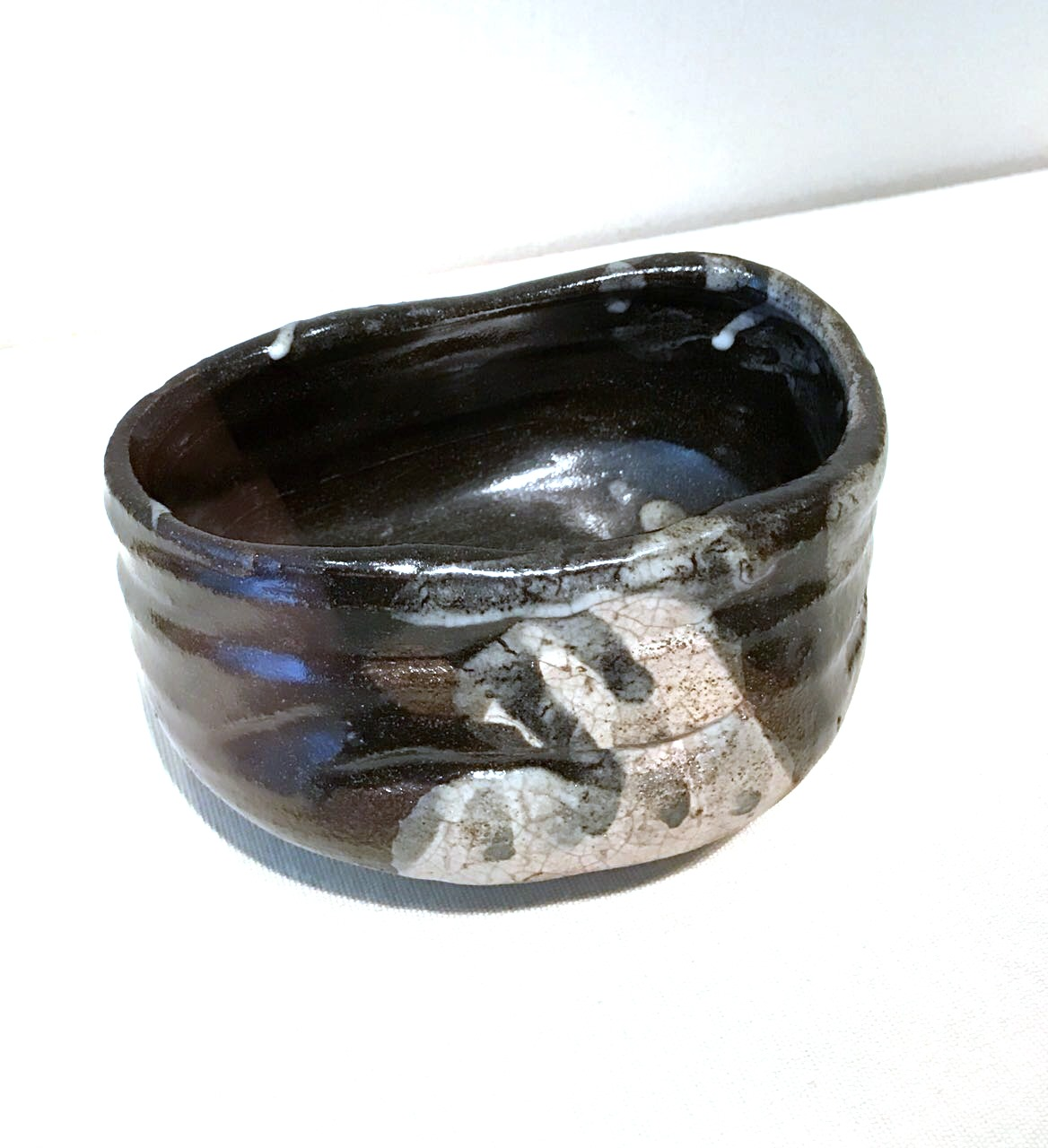
Oribe negro (kuro-Oribe). Aprox. 1600–1615
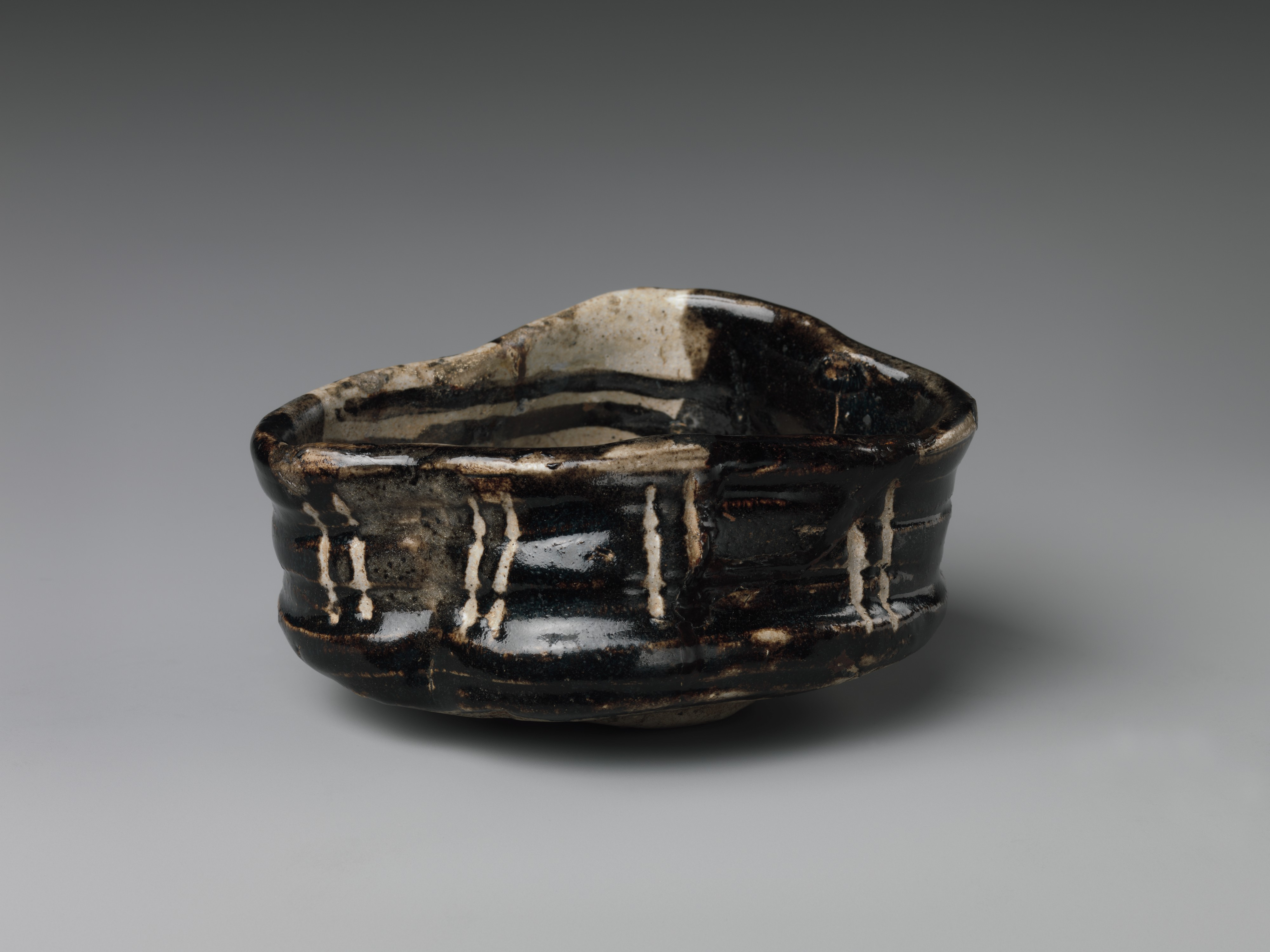
Gres con esmalte negro hierro. Principios del siglo XVII.
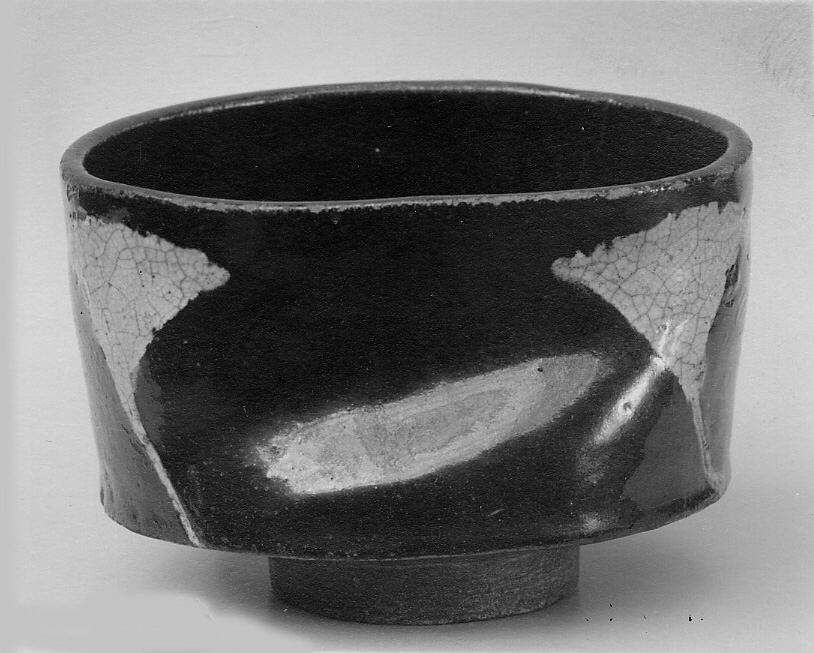
Arcilla recubierta de vidriado negro con motivos decorativos. Hacia 1780.

### Shino Oribe (志野織部, también llamado Plain Oribe)
Si bien los nuevos hornos para producir Oribe fueron ganando popularidad, los hornos Shino, más antiguos, tardaron un tiempo en desaparecer. Durante algún tiempo, los alfareros de hornos Shino continuaron cociendo cerámica Shino. Por este motivo, esta cerámica es una especie de mezcla entre los estilos Shino y Oribe, y presenta características de ambas. En cuanto a las técnicas aplicadas a estas piezas, recuerdan a la tradición Shino, como los diseños típicos de esta región. Al mismo tiempo, desde el punto de vista estilístico, incluyen aspectos que también se observan en las piezas de Oribe Verde, como el colorido nítido y marcado del lavado con óxido de hierro. El esmalte sobre Shino Oribe se aplica en una capa mucho más fina. Lo más importante es que este tipo de cerámica Oribe se distingue de la cerámica Shino en que carece del color rojo de la cerámica Shino tradicional, y en su lugar recurre al vidriado blanco.

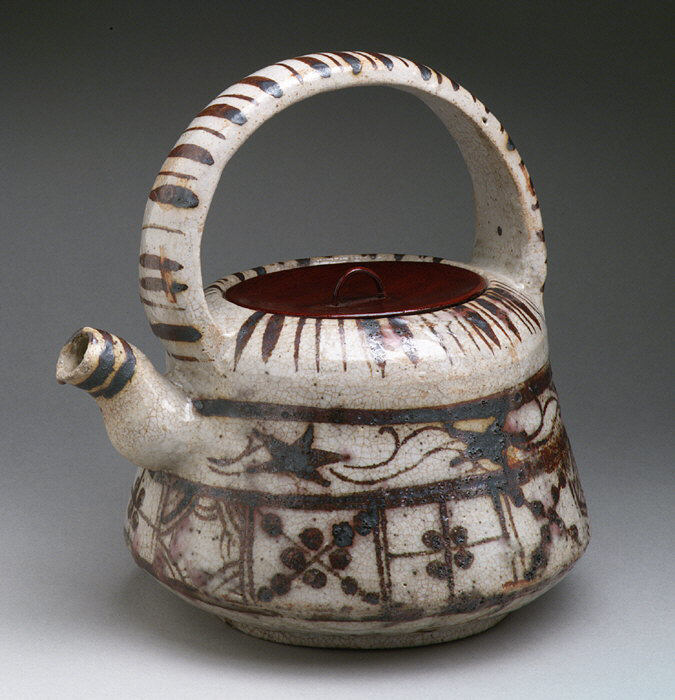
Shino Oribe. Principios del siglo XVII.